# Entychides guadalupensis
Entychides guadalupensis is een spinnensoort uit de familie Cyrtaucheniidae. De soort komt voor in Guadeloupe.